# عبدالفتاح الآغا
عبدالفتاح الآغا (عربی: عبد الفتاح الآغا؛ زادهٔ ۱ اوت ۱۹۸۴) یک بازیکن فوتبال اهل سوریه است.
از باشگاه‌هایی که در آن بازی کرده‌است می‌توان به باشگاه فوتبال الاتحاد سوریه و تیم ملی فوتبال سوریه اشاره کرد.
وی همچنین در تیم‌های ملی فوتبال زیر ۲۰ سال سوریه سوریه بازی کرده است.